# Shaoshan

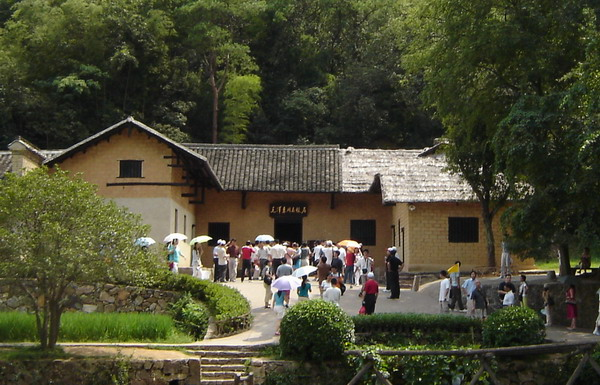
La maison natale de Mao Zedong à Shaoshan

Shaoshan (韶山 ; pinyin : Sháoshān) est une ville de la province du Hunan en Chine. C'est une ville-district placée sous la juridiction de la ville-préfecture de Xiangtan.

## Histoire
Shaoshan est le lieu de naissance de Mao Zedong, fondateur et premier président de la république populaire de Chine. C'est toujours le lieu de pèlerinage pour de nombreux Chinois, donnant lieu à ce que l’on appelle parfois un « tourisme rouge ».

## Subdivisions administratives
- Qingxi (清溪镇) ;
- Yintian (银田镇) ;
- Ruyi (如意镇) ;
- Shaoshan (韶山乡) ;
- Yongyi (永义乡) ;
- Yanglin (杨林乡) ;
- Daping (大坪乡).

## Démographie
La population du district était de 101 029 habitants en 1999.